# Xylopia nervosa
Xylopia nervosa este o specie de plante angiosperme din genul Xylopia, familia Annonaceae. A fost descrisă pentru prima dată de Robert Elias Fries, și a primit numele actual de la Paulus Johannes Maria Maas. Conform Catalogue of Life specia Xylopia nervosa nu are subspecii cunoscute.